# Матіас Стомер

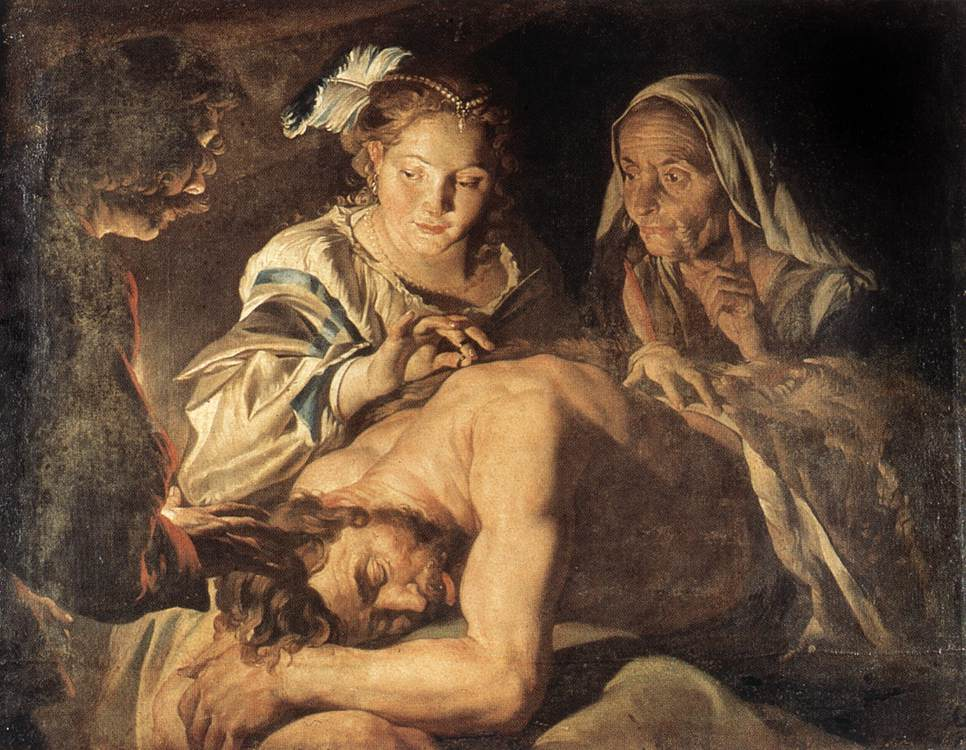
«Самсон та Даліла», Національна галерея старовинного мистецтва (Рим).

Матіас Стомер (англ. Matthias Stomer, Stom; близько 1600, Амерсфорт — 1672, Сицилія) — голландський художник, представник утрехтських караваджистів , один з найкращих майстрів нічних сцен в живопису XVII ст. в Західній Європі.

## Утрехт

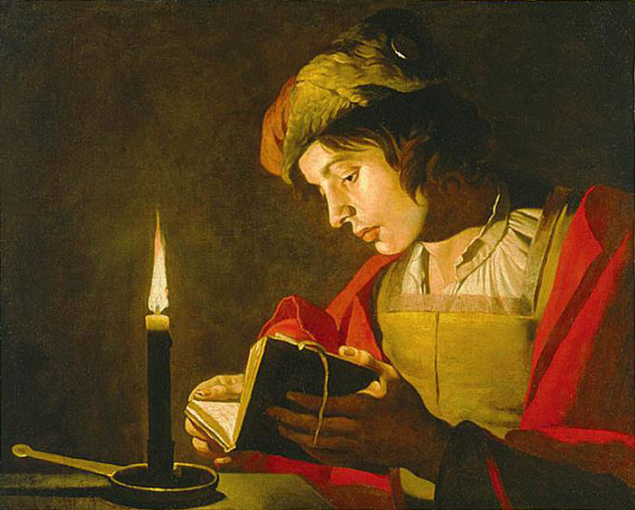
«Юнак читає біля свічки»

Стомер походить з Фландрії, де домінує католицизм. В Італії його навіть називали Маттео Фламандець. Щось примусило його залишити батьківщину, де панували іспанці, де лютувала інквізиція, аби придушити національно-визвольний рух фламандців.
Стомер перебрався в Голландію, де набув сили протестантизм. Але домівкою обирає Утрехт, місто, що залишилося в лоні католицизму. Невеличкий Утрехт мав і свою гільдію художників. Утрехт дав найвідоміших послідовників італійця Караваджо. Послідовником Караваджо став і Стомер, виробивши, однак, власну художню манеру.

## Італійський період
Свій італійський період мали різні художники (Брейгель Старий з Нідерландів, Рубенс і Ван Дейк з Фландрії, Симон Вуе з Франції. Іспанець Веласкес мав навіть два італійських періоди.) Легше перелічити тих, хто в Італії не був — і серед них Рембрандт.
Свій італійський період мав і Стомер. Серед римських учнів утрехтського живописця Гонтгорста є й Матіас Стомер.  Перше свідоцтво про Стомера датоване 1630 роком, де сповіщають, що тридцятирічний художник мешкав у Римі в приході Сан-Ніколо в Arcione. Згідно цього свідоцтва художник народився або 1600, або близько цього року.

## Стомер і Рембрандт
Ні, Стомер не був учнем Рембрандта. Але слава Рембрандта докотилася і до Утрехта, дехто бачив його твори, майже всі знали його офорти.
Невідомо, чи зустрічалися Стомер і Рембрандт. Але виникненню одного шедевра Рембрандта дуже допоміг саме Стомер. Уже перебуваючи в Італії, він розповів про талановитого співвітчизника.  Один з сицилійських багатіїв, Антоніо Руффо, передав Рембрандту замовлення — написати філософа. Що і як-на вибір майстра. Так Рембрандт, що не приїздив до Італії, виконав замовлення з Італії— це «Арістотель біля погруддя Гомера»(нині в США, Метрополітен-музей).В 1960 році спадкоємці сеньйора Руффо продали картину в американський музей за 2 з половиною мільйони доларів. Також відомо, що Антоніо Руффо придбав також у Стомера для власної галереї три картини.
Як і рембрандтові твори, твори Стомера теж розійшлися по всьому світу. 

## Теми Стомера
Завжди цікаво, які теми для розробки та інтерпретації бере митець. Це і показник майстерності, і показник ерудиції. Досить багато нових тем у творах іспанця Хосе де Рібера з'явилося після переїзду до Італії. Його картини на міфологічні теми увійдуть у скарбницю мистецтв.
Головні теми Стомера: релігійні образи, побутові картини, картини на теми давньоримської історії. Здається, він не писав тільки портретів, чи їх ще належить віднайти.
Декілька разів Стомер повертався до теми «Муцій Сцевола». Коли полководець Порсена блокував місто Рим, його спробував убити юнак Сцевола. Того схопили та привели на допит. Сцевола поклав власну руку на вогонь, аби довести Порсені, що захисники міста битимуться з ним до смерті або до перемоги. Порсена був вражений мужністю римлян, злякався і зняв облогу Риму.

## Головні твори Стомера
- «Старенька зі свічкою», Дрезденська картинна галерея, Німеччина.
- «Христа вінчають терновим вінцем», Катанія, замок Урсіно.
- «Самсон і Даліла», Рим, Національна галерея старовинного мистецтва.
- «Муций Сцевола перед Порсеною спалює власну руку», Мессіна, регіональний музей.
- «Христа вінчають терновим вінцем», Нортон Саймон музей, США.
- «Благовіщення», Житомир, Україна.
- «Поклоніння пастухів», Саратов, Росія.
- «Поклоніння пастухів», музей мистецтв Північної Кароліни, США.
- «Пілат умиває руки», Париж, Франція.
- «Христос в Еммаусі», Гренобль, музей.
- «Ісав продає своє первородство за сочевичну похльобку», Санкт-Петербург, Росія.
- «Муций Сцевола перед Порсеною спалює власну руку», Художня галерея Нового Південного Уельсу, Австралія.
- «Старенька зі свічкою», Москва, Росія.

## Галерея

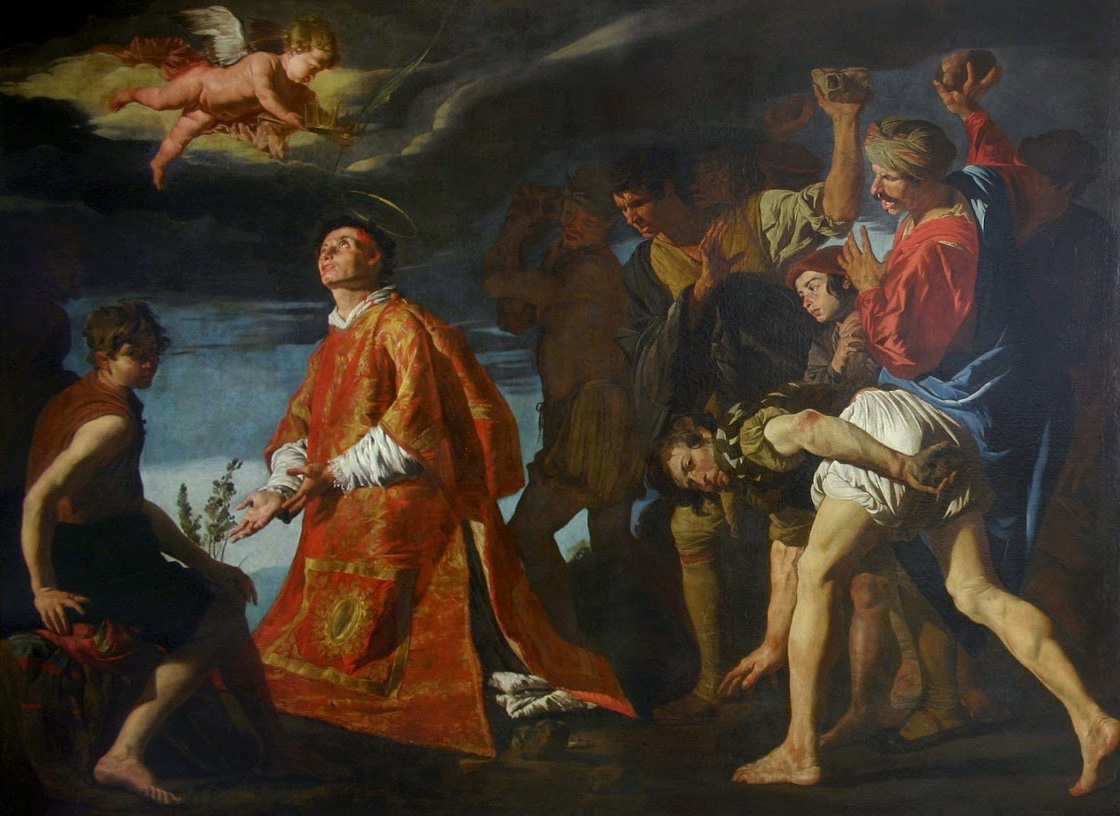
«Смерть св. Стефана через побиття камінням», перша половина 17 ст.
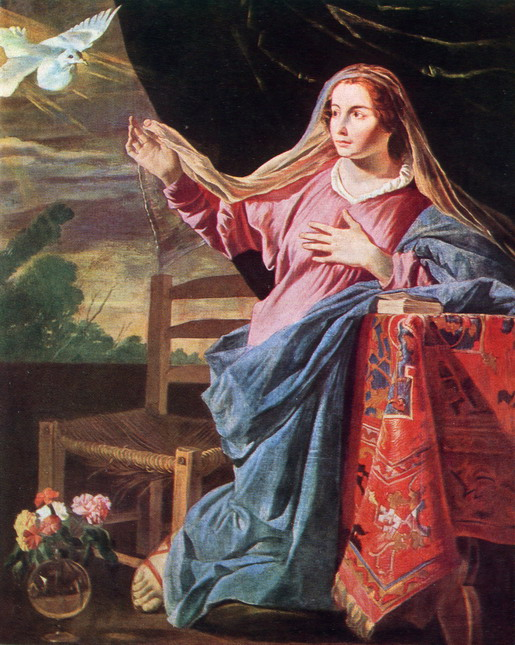
«Мадонна зі сцени Благовіщення». Житомир.
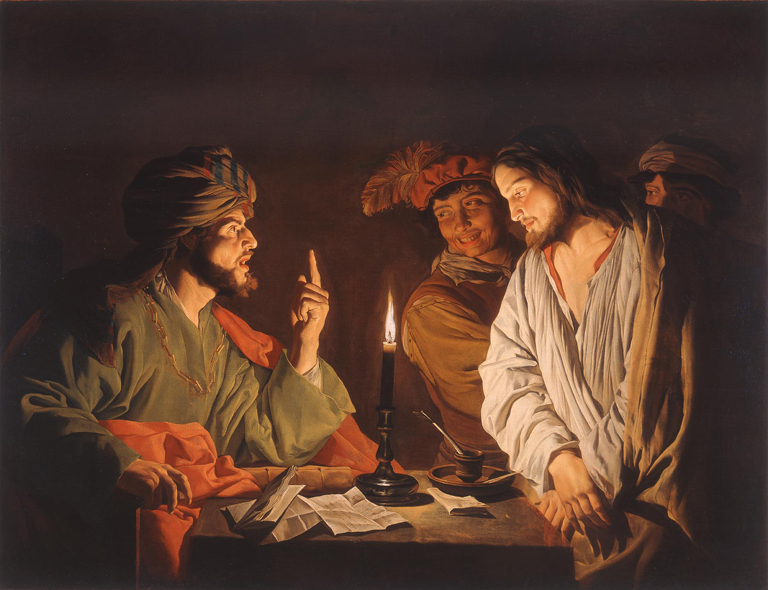
«Христос перед Кайяфою»,± 1630-1635 рр.
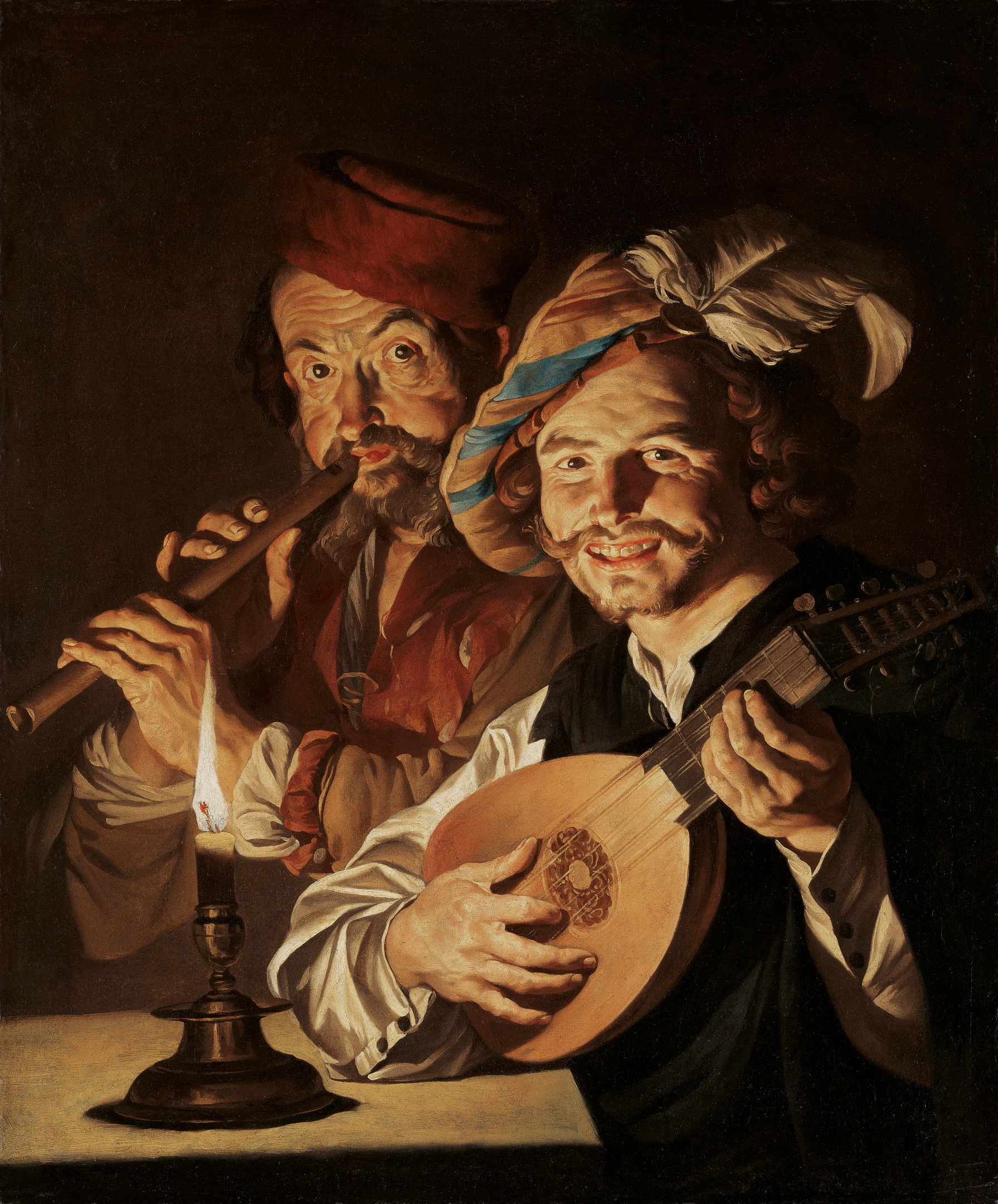
Флейтист і лютнист
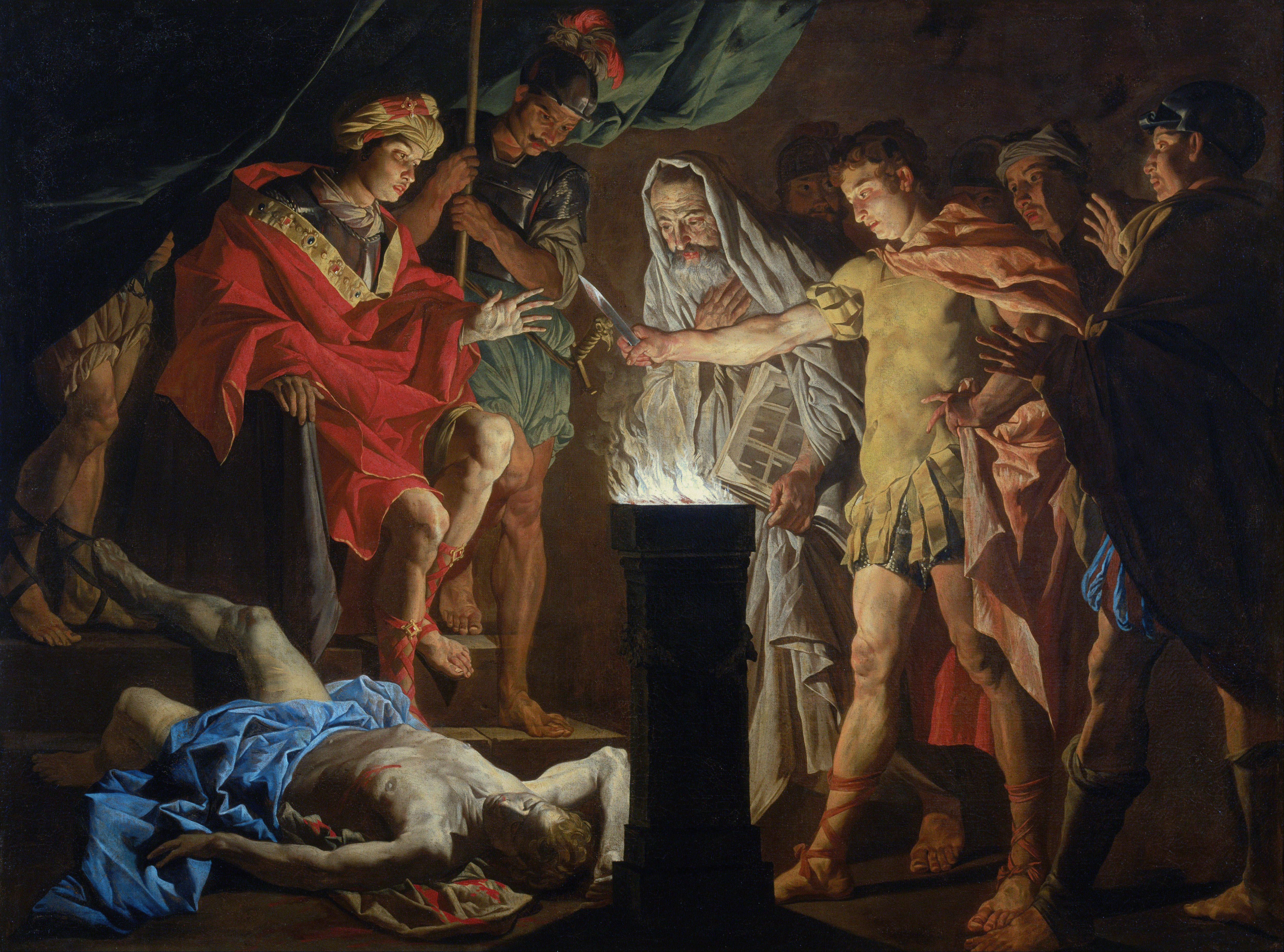
«Муцій Сцевола спалює власну руку перед загарбником Порсеною».
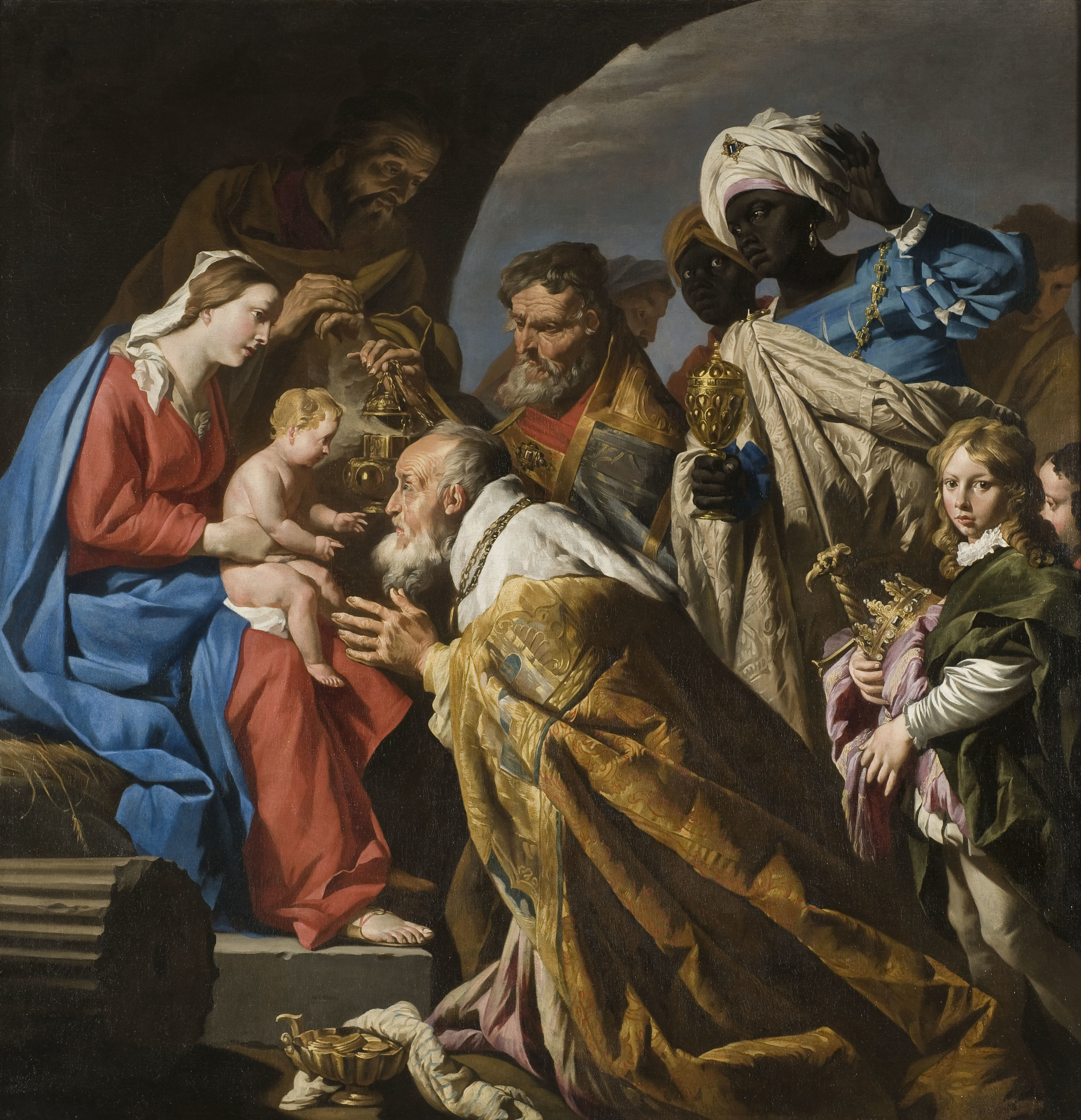
«Поклоніння волхвів»